# Christos Callow
Christos Callow (en griego: Χρήστος Κάλοου, nacido en 1955 en Atenas) es un cantante griego. Estudió música vocal en el Conservatorio Nacional de Atenas y el teatro en la Escuela de Drama Katselis. En 1979 actuó como el Arzobispo Ansnan en Jesucristo Superstar. Callow ha aparecido en numerosas series de televisión incluida la producción de Granada Television de Lord Elgin. En 1990 fue seleccionado para representar a Grecia en el Festival de la Canción de Eurovisión 1990 en Zagreb con la canción "Horis Skopo" (Sin Finalidad). La canción acabó 19.ª de 22 países.
Christos es el sobrino del actor Simon Callow.